# 1904 en ingénierie
Cet article présente les faits marquants de l'année 1904 en ingénierie.

## Événements
- 11 février : Alfred Angas Scott (en) dépose au Royaume-Uni le brevet du premier moteur bicylindrique à deux temps pour motocyclette[1].
- 23 février : lancement à Toulon de Aigrette, premier sous-marin équipée d'un moteur diesel conçu par Maxime Laubeuf[2].

- 21 mars : Lucien Bull présente à l'Académie des sciences  une note intitulée « Application de l'étincelle électrique à la chronophotographie des mouvements rapides » dans laquelle il décrit son appareil de prises de vues à haute vitesse[3].

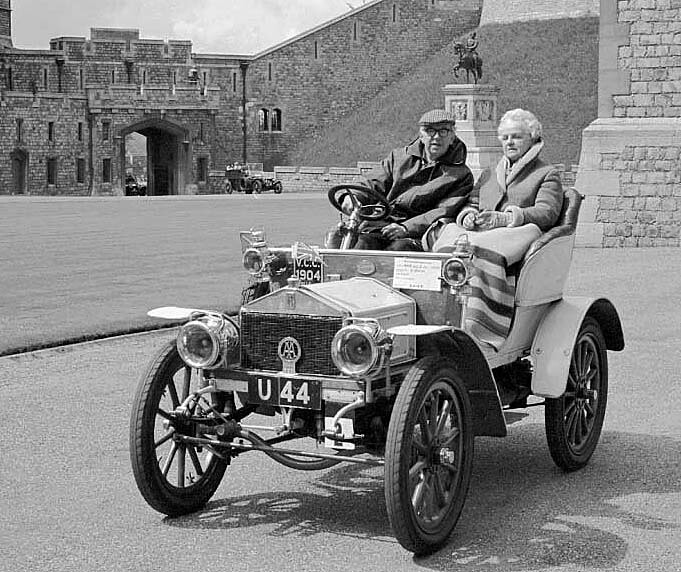
La première Rolls-Royce.

- 1er avril : 1er essai sur route du premier modèle automobile de Rolls-Royce, la 10 HP[4].
- 30 avril : l’inventeur allemand Christian Hülsmeyer obtient un brevet pour le « Telemobiloskop », un dispositif permettant de détecter la présence de corps métalliques, ancêtre du radar[5].

- 30 mai : Auguste et Louis Lumière présentent la technique autochrome à l'Académie des sciences dans une note intitulée « Sur une nouvelle méthode d'obtention de photographies en couleurs »[6].

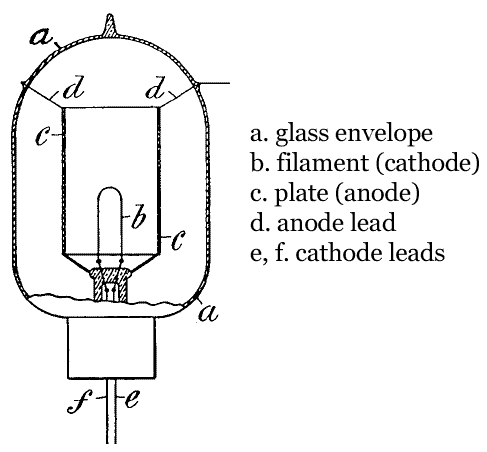
schéma de la diode de Fleming, tirée du brevet américain.

- 16 novembre : le physicien anglais John Ambrose Fleming dépose le brevet d'un redresseur à lampe, la diode, qui permet d’améliorer la détection des signaux radio[7].
- 24 novembre : l'inventeur américain Benjamin Holt fait la démonstration près de Stockton du premier tracteur à chenilles[8].

- Aux États-Unis, Ira Rubel et Caspar Hermann inventent indépendamment le principe d'impression offset[9].

- Le physicien allemand Arthur Korn réussit à transmettre des images fixes par une ligne téléphonique entre Munich et Nuremberg grâce à un procédé au sélénium[10].

## Décès
- 17 juillet : Isaac Roberts (né en 1829), ingénieur et astronome britannique.